# The Revenant Choir
The Revenant Choir – pierwszy singel zespołu Versailles, ukazał się w trzech różnych wersjach, każda z inną okładką. Początkowo był sprzedawany na ich koncercie "boys only" w dniu 23 czerwca 2007 roku w Meguro Rokumeikan. Był sprzedawany ponownie na koncercie "female only" 25 lipca w Holiday Shinjuku. Trzecia wersja CD została wydana przez magazyn SHOXX sprzedażą wysyłkową we wrześniu 2007 roku. Jest to wersja udoskonalona z galerią zdjęć cyfrowych.
DVD pod tym samym tytułem było sprzedawane 24 czerwca na koncercie w Ebisu Liquid Room. Zawierało ono tylko teledysk do utworu, bez płyty.

## Lista utworów
| Nr | Tytuł                                | Autorzy tekstów | Muzyka     | Czas |
| -- | ------------------------------------ | --------------- | ---------- | ---- |
| 1. | "The Revenant Choir"                 | Kamijo          | Versailles | 8:51 |
| 2. | "The Revenant Choir -Vocal Lesson-"  | Kamijo          | Versailles | 6:24 |
| 3. | "The Revenant Choir -Bass Lesson-"   | Kamijo          | Versailles | 6:24 |
| 4. | "The Revenant Choir -Drum Lesson-"   | Kamijo          | Versailles | 6:26 |
| 5. | "The Revenant Choir -Guitar Lesson-" | Kamijo          | Versailles | 6:23 |